# 大分大学教育学部附属特別支援学校
大分大学教育学部附属特別支援学校（おおいただいがくきょういくがくぶふぞくとくべつしえんがっこう）は、大分県大分市王子新町にある大分大学教育学部附属の特別支援学校。

## 概要
歴史
附属小学校特殊学級（1949年（昭和24年）設置）と附属中学校特殊学級（1962年（昭和37年）設置）を1973年（昭和48年）に統合の上「大分大学教育学部附属養護学校」が発足。2013年（平成25年）に創立40周年を迎えた。
設置課程
- 小学部
- 中学部
- 高等部

## 沿革
前史
- 1949年（昭和24年）
  - 4月 - 大分師範学校附属小学校に特殊学級が設置される。
  - 5月 - 新制大学大分大学の発足により大分大学大分師範学校附属となる。
- 1951年（昭和26年）3月 - 大分師範学校の廃止により、大分大学学芸学部附属となる。
- 1962年（昭和37年）4月 - 大分大学学芸学部附属中学校に特殊学級が設置される。
- 1966年（昭和41年）4月1日 - 学芸学部が教育学部に改称。

正史
- 1978年（昭和48年）4月 - 附属小学校特殊学級と附属中学校特殊学級を統合の上、「大分大学教育学部附属養護学校」が分離独立。小学部と中学部を設置。
- 1974年（昭和49年）4月 - 高等部を設置。
- 1999年（平成11年）4月1日 - 教育学部が教育福祉科学部に改組し、「大分大学教育福祉科学部附属養護学校」に校名変更
- 2004年（平成16年）4月1日 - 国立大学法人となる。
- 2007年（平成19年）4月1日 - 学校教育法改正によって、特別支援教育導入を受け「大分大学教育福祉科学部附属特別支援学校」に校名変更。
- 2016年（平成28年）4月1日 - 学部名改称により、「大分大学教育学部附属特別支援学校」（現校名）に改称。

## 交通
最寄りの鉄道駅
- JR九州 日豊本線 「大分駅」・「西大分駅」

最寄りのバス停
- 大分バス 「附属養護学校前」バス停

最寄りの幹線道路
- 国道10号（産業通り）「西春日」交差点

## 周辺
- 大分大学教育学部附属小学校
- 大分大学教育学部附属中学校
- 大分大学教育学部附属幼稚園
- 大分県立図書館
- 大分市立王子中学校